# Alaemon hamertoni
L'allodola di Hamerton (Alaemon hamertoni Witherby, 1905) è una specie appartenente alla famiglia delle allodole. Il suo areale si estende nell'Africa orientale. Si tratta di un'allodola dalle dimensioni simili a quelle dell'allodola comune, caratterizzata da zampe lunghe e da un aspetto che ricorda quello di una pispola. È una specie in grado di muoversi molto rapidamente sul terreno. Si distinguono tre sottospecie.
Secondo la IUCN, lo stato di conservazione dell'allodola di Hamerton è valutato «a rischio minimo» (Least concern).

## Descrizione
L'allodola di Hamerton raggiunge una lunghezza corporea compresa tra 18 e 20 centimetri, di cui, nel maschio, tra 6,75 e 7,45 centimetri e, nella femmina, tra 6,1 e 6,27 centimetri spettano alla coda. Il becco, misurato a partire dal cranio, è lungo tra 1,9 e 2,15 centimetri nei maschi, mentre nelle femmine misura tra 1,7 e 1,9 centimetri. Al di là delle differenze di taglia, non si riscontrano altri dimorfismi sessuali evidenti.
La parte superiore del corpo dell'allodola di Hamerton è uniformemente color sabbia o bruno-grigiastro, con il dorso leggermente più scuro e il groppone più chiaro. Le copritrici superiori della coda sono di un giallo-bruno chiaro e prive di marcature di colore diverso. La stria sopracciliare è corta e chiara, mentre le copritrici auricolari variano dal grigio al bruno sabbia. Il mento e la gola sono bianchi; la gola presenta una fine punteggiatura grigia, mentre il petto, di colore crema-biancastro, è maggiormente macchiettato e mostra alcune striature brunastre. Il resto delle parti inferiori del corpo è color crema o bianco. Le remiganti primarie e secondarie sono bruno-grigiastre, con le singole penne finemente bordate di giallo-bruno e, nel caso delle primarie, con punte biancastre. La coda è marrone o bruno scuro; la coppia centrale delle timoniere è leggermente più chiara delle altre e presenta una sfumatura rossastra. La rachide è scura. Tutte le penne timoniere hanno un bordo chiaro sottile. Il becco è di colore corno scuro. Il dito posteriore è corto e, a differenza di quello della congenere allodola beccocurvo, è più allungato. L'iride è marrone.

### Specie simili
Per via del suo aspetto, l'allodola di Hamerton può essere confusa con il calandro dai sopraccigli bianchi, specie presente nello stesso areale. Si distingue invece dall'allodola del deserto per il becco sensibilmente più sottile e slanciato.

### Sottospecie
Si distinguono tre sottospecie:
- A. a. alter Witherby, 1905 – presente nel nord e nord-est della Somalia;
- A. a. tertius S. Clarke, 1919 – diffusa nel nord-ovest della Somalia;
- A. a. hamertoni Witherby, 1905 – forma nominale, presente nella Somalia centrale.

## Distribuzione e habitat
L'allodola di Hamerton è presente nel nord-est della Somalia. Il suo habitat è costituito da praterie aperte. In tutto il suo areale si comporta come specie sedentaria.

## Biologia
Le abitudini di vita dell'allodola di Hamerton sono state finora studiate solo in modo superficiale. Come tutte le allodole, anche questa specie nidifica sul terreno. I nidi finora rinvenuti erano collocati in piccole cavità scavate nel suolo. Le uova presentano un colore di fondo bianco avorio e sono ricoperte da una fitta punteggiatura di macchie rossastre e bruno-terrose.